# Transawangarda
Transawangarda (wł. la transavanguardia) – włoska odmiana tendencji ekspresjonistycznych w sztuce współczesnej schyłku lat 70. i 80., pojawiających się niemal równocześnie w wielu krajach. W szerszym znaczeniu ogół tych ruchów, bardzo zresztą niejednorodny, a często wręcz sprzecznych.
Sztuka transawangardy wyrasta ze sprzeciwu wobec modernizmu, formalizmu, stylistycznej spójności, kategorii estetycznej nowości, jest pierwszą zdecydowanie postmodernistyczną tendencją w sztuce, początkowo zresztą terminy transawangarda i postmodernizm w sztuce były używane zamiennie, dopiero z biegiem czasu granice tego drugiego znacznie się rozszerzyły.

## Termin
Termin użyty po raz pierwszy w 1979 roku przez włoskiego krytyka i historyka sztuki – Achille Bonito Olivę. W piśmie Flash Art z listopada tego roku opublikował on artykuł pt. The Italian Trans-Avantgarde. Oznacza tyle, co przekroczyć awangardę, ponad, czy poza awangardą. Początkowo używany tylko w odniesieniu do sztuki włoskiej, w krótkim czasie objął swym znaczeniem wszystkie podobne ruchy artystyczne lat 80. Oliva tworząc termin uniknął narosłych w tamtym czasie wokół słowa postmodernizm kontrowersji, We Włoszech oprócz terminu transawangarda używa się Arte cifra (sztuka szyfrów), we Francji Nouveaux fauves (nowi fowiści) lub od grupy artystycznej La Figuration libre (wolna figuracja), w Stanach Zjednoczonych New Wave, wymiennie z New Imagine Painting, Bad Painting lub Wild Painting, łączona jest też ze zjawiskiem postgraffiti, w Niemczech i krajach niemieckojęzycznych Neue Wilde, a w Polsce Nowa ekspresja, choć środowisko wrocławskie zwykło się określać niemiecką nazwą.

## Charakterystyka ruchu
Charakterystyczną cechą transawangardy było korzystanie z tradycji sztuki, także przedawangardowej, ludyczność, łączenie różnych technik, nie tylko tradycyjnych (np. malarstwa z filmem, rzeźbą, czy muzykę rockową), sięganie po to, co awangarda odesłała do lamusa: warsztatową sprawność (choć dzieła sprawiają wrażenie formalnie niedbałych), figuratywność, narracyjność, subiektywizm, regionalizmy itp., z jednoczesnym odrzuceniem ideologii niesionych przez awangardę i kluczowych dla niej kategorii, takich, jak nowość, oryginalność, wyjątkowość, autentyczność, Transawangarda porzuca charakterystyczne dla awangardy złudzenia (np. wiarę w możliwość oddziaływania poprzez sztukę na życie, wskazywanie celów rozwoju historii, koncepcję liniowego rozwoju sztuki) oraz jej uprzedzenia, jak negowanie wartości dziedzictwa historycznego, eklektyzmu, negatywnego nastawienia do kultury masowej. Transawangarda odrzuca również niezwykle silny, przewodzący awangardzie imperatyw nowości, oryginalności, jej celem jest przywrócić sztuce i artystom ich pierwotny sens. Dawne kategorie, po które sięga transawangarda przywoływane są z ironicznym dystansem, w sposób, który nie wskazywał czy jest to żart, czy wypowiedź poważna, pastisz, czy wypowiedź serio, piękno, czy kicz. Transawangarda nie powracała wcale do dobrze znanego, oswojonego świata pojęć i wartości, a wskazywała na wieloznaczność współczesnego świata. Oliva wskazywał na pokrewieństwo z szesnastowiecznym manieryzmem, podobnie bowiem jak transawangarda, zrodził się on z kryzysu wartości kulturowych, wyrażając niepokoje swojej epoki. Odrzucając modernistyczne złudzenia, akcentując wieloznaczność, pluralizm i nieokreśloność transawangarda realizuje główne założenia postmodernizmu. Pomimo iż na pierwszy rzut oka, sztuka „dzikich” wydaje się odważna pod względem społeczno-obyczajowym, to rzeczywisty poziom jej zaangażowania okazuje się dosyć niski.

## Narodziny transawangardy
Na przełomie lat 70. i 80. wśród artystów i krytyków rosło powszechne przekonanie o wyczerpaniu możliwości królującego od dekady konceptualizmu, opadła również pierwsza fala entuzjazmu dla nowych mediów (wideo, komputer, laser, hologram). Bunt młodego pokolenia artystów wyraził się powrotem do „materializacji” sztuki w tradycyjnych formach, takich jak malarstwo. Nowe tendencje pojawiły się niemal równocześnie w kilku krajach Europy i Stanach Zjednoczonych. Ponieważ zbiegło się to z okresem prosperity, nowe tendencje znalazły szybką akceptację społeczną, dzieła te bowiem, w przeciwieństwie do konceptualnych, można było nabyć i powiesić na ścianie.
W Niemczech, w których tradycje ekspresjonistyczne są szczególnie silne, prekursorami neoekspresjonizmu na początku lat 60. byli Georg Baselitz, Eugene Schönebeck, Jörg Immendorf i Markus Lüpertz.
W USA tendencje transawangardowe można wywieść ze sztuki Willema de Koninga, a we Francji z twórczości Jeanna Dubuffeta.
W polskiej sztuce powojennej tendencje ekspresjonistyczne nigdy przedtem nie miały poza twórczością Waldemara Cwenarskiego i Andrzeja Wróblewskiego szerszej reprezentacji, sami artyści oprócz wspomnianego Wróblewskiego powoływali się czasem też na Jerzego Zielińskiego.
Transawangardowy ruch jest często opisywany jako odrodzenie malarstwa, nie jest to do końca ścisłe, ponieważ malarstwo nigdy nie umarło, zostało w latach 80. na nowo odkryte. Malarstwo tego typu istniało poza oficjalnym obiegiem sztuki, niezauważane, dokąd oficjalnie uprawiane trendy nie wyczerpały się, a wtedy świat sztuki otworzył się na to, co dotychczas było pomijane.

## Transawangarda w Polsce
Debiutujące w stanie wojennym młode pokolenie niejako „naturalnie” włączyło się w nurty ekspresyjne (określane u nas jako Nowa ekspresja), a ich wystąpienia charakteryzowały się ogromną siłą i liczebnością. Artyści odwracając się od oficjalnych instytucji kultury wytwarzali spontanicznie struktury zastępcze, jakimi były grupy artystyczne, niezwykle liczne w tamtym okresie (Gruppa, Luxus, Koło Klipsa, Sternenhoch, Riders of the Lost Black Volga, O’pa). Za sprawą Nowej ekspresji następuje znacząca decentralizacja polskiej mapy artystycznej (dużą rangę zyskują Poznań, Gdańsk, Wrocław, Łódź, i Lublin). Pomimo że polska nowa ekspresja stanowiła pełnoprawną część światowego ruchu, stan wojenny uniemożliwił zaistnienie polskim artystom na scenie międzynarodowej.
Pionierami ruchu nowej ekspresji w Polsce byli Maciej Dowgiałło i Wojciech Tracewski. Pierwsze duże wystawy prezentujące transawangardę w Polsce, stanowiły raczej podsumowanie i zamknięcie tego nurtu, dzieła dla niego reprezentatywne są datowane w niektórych przypadkach nawet na 1978, na długo przed oficjalnym rozpoznaniem i opisem tego zjawiska. Ryszard Ziarkiewicz, organizator Ekspresji lat 80-tych wspomina: [...] wyruszyłem w Polskę na poszukiwanie nowej sztuki zwanej z niemiecka Neue Wilde. Ruszyłem w nieznane jak myśliwy, który wie, że jakieś zwierzę grasuje w lesie, ale nie bardzo wie jak ono wygląda. W rezultacie powstała wystawa, połączona z kilkoma koncertami, skupiająca około setki artystów z całej Polski. Bezpośredniość plastycznego języka i zaangażowanie w codzienną, nie tylko artystyczną rzeczywistość wzbudziła krytykę środowiska akademickiego, a na samej wystawie interweniowała milicja.

### Wystawy w Polsce
- Ekspresja lat 80-tych, BWA w Sopocie, 1986,
- Co słychać?, dawna fabryka Norblina, Warszawa, 1987,
- Realizm radykalny. Abstrakcja konkretna, Muzeum Narodowe w Warszawie, 1987,
- Szyk polski, Zachęta Narodowa Galeria Sztuki, 1991.

## Awangarda a transawangarda
Funkcjonujący od początku wieku awangardowy paradygmat sztuki, którego głównym założeniem (zwłaszcza od czasów neoawangardy) jest postulat nowości, według którego każde dzieło musi odkrywać jakąś nową strukturę artystyczną, badać nieznane dotąd sztuce miejsca, w latach 80. zdaje się wyczerpywać. Według Petera Bürgera motorem napędowym awangardy była ucieczka od kultury masowej, awangarda chciała być elitarna, niezrozumiała dla mas, autonomiczna. Miała jednocześnie poczucie misji uczenia społeczeństwa rozumienia sztuki, ale zawsze chciała być o dwa kroki przed masową publicznością. I tu powstaje błędne koło, ponieważ ci, których stać było na zakup sztuki, a chcieli jednocześnie konstruować swój wyższy status, zgłaszali akces do „wtajemniczonych” poprzez akceptację sztuki awangardy. Wobec akceptacji artyści posuwali się o krok dalej. Tak czy inaczej, sztuka awangardowa wyczerpała w pewnym momencie swoje drogi rozwoju, wyeksplorowała większość możliwości, postulat oryginalności okazał się coraz trudniejszy do spełnienia, skoro „wszystko już było”. Kresem awangardy było unicestwienie samego dzieła w takich przypadkach jak: wytarty gumką przez Rauschenberga rysunek de Kooninga, Galeria pustych ścian Kleina, 4'33'' Johna Cage’a (cztery minuty i trzydzieści trzy sekundy ciszy). Pojawiły się głosy o „śmierci sztuki”, które jednak należy interpretować jako śmierć sztuki awangardowej. Awangarda umarła, transawangarda proponowała powrót do pierwotnego sensu sztuki, gdzie obraz nie jest niczym więcej, jak tylko obrazem.

## Ocena transawangardy
Łącząc transawangardę z końcem awangardy wystawia się ją na zarzut afirmacji rzeczywistości, hedonizmu i skrajnego relatywizmu. Z obecnej perspektywy transawangarda jawi się jednak jako czas przełomu, anarchistyczny, burzycielski ruch, odświeżający teren sztuki, przed dalszym etapem rozwoju. Z drugiej strony wbrew deklaracjom zerwania z awangardą, transawangarda wcale nie przestaje korzystać z jej dorobku i środków formalnych, a sama nazwa nowej ekspresji wskazuje na ciągłość z awangardowym przymusem nowości. Same zaś próby wystąpień przeciwko oficjalnej sztuce są z łatwością neutralizowane przez formuły działania artystycznych instytucji – włączenie w ramy świata artystycznego skutecznie, choć może nie z premedytacją wytrąca oręż z ręki wszelakim buntownikom. Z kolei zaś bunt, zwłaszcza permanentny, wymaga jako warunku swego istnienia czegoś, przeciwko czemu się buntuje, prowadzi to na dłuższą metę do ustanowienia swego rodzaju symbiozy, a bunt staje się tylko pozorny.

## Główni przedstawiciele
- we Włoszech: Sandro Chia, Francesco Clemente, Nicola de Maria, Mimmo Paladino, Enzo Cucchi i Remo Salvadori.
- we Francji: Remy Blanchard, François Boisrond, Robert Combas, Harvé di Rosa, Jean-Mitchel Alberola, Gerard Garouste, Jean-Charles Blais i Jacqueline Gainon
- w Stanach Zjednoczonych: Julian Schnabel, Malcolm Morley, David Salle, Jean-Michel Basquiat, Keith Harring
- w Wielkiej Brytanii: Christopher Le Brun, Bruce MacLean, Ken Kiff i Peter Wilson
- w Niemczech: Dieter Hacker, Rainer Fetting, Helmut Middendorf, Salomé, Bernard Zimmer, Ina Barfuss, Thomas Wachweger, Elvira Bach, Hans Peter Adamski, Peter Bömmels, Walter Dahn, Georg Jiří Dokoupil, Gerard Kever, Gerhard Naschberger, Stefan Szczęsny, Volker Tannert, Milan Kunc, Peter Angermann, Jan Knap, Albert Oehlen, Markus Oehlen, Werner Brüttner, Angela Hampel, Trakia Wendisch, Walter Libuda, Wolfgang Smy
- w Austrii: Siegfrid Anzinger, Hubert Schmalix, Aloise Mosbacher, Alfred Klinkan, Erwin Bohatsch, Erwin Wurm
- w Szwajcarii: Martin Disler, Claude Sandoza, Klaudia Schifferle
- w Hiszpanii: Chema Cobol, Miguel Barcelo, Frederic Amat, Miquel Barceló, José Maria Sicilia, Victor Mira, García Sevilla, Guillermo Paneque, María Gomez
- w Polsce: Wojciech Tracewski, Maciej Dowgiałło, Waldemar Umiastowski, Zdzisław Nitka, Szymon Urbański, Paweł Susid, Jerzy Boniński, Anna Gruszczyńska, Urszula Danielewska,
- na Węgrzech: Karoly Dorosz, El Kazovszkij, László Lugossy, Janos Vetö, Lóránt Méhes